# 1977 no jornalismo
Nesta página encontrará referências aos acontecimentos directamente relacionados com o jornalismo ocorridos durante o ano de 1977.

## Nascimentos
| Data        | Nome          | Profissão             | Nacionalidade | Observações | Ref |
| ----------- | ------------- | --------------------- | ------------- | ----------- | --- |
| 19 de março | Carla Fiorito | jornalista            | Brasil        |             |     |
| 5 de julho  | Renata Fan    | jornalista            | Brasil        |             |     |
| ?           | Andrei Netto  | jornalista e escritor | Brasil        |             |     |

## Mortes
| Data           | Nome              | Profissão              | Nacionalidade                      | Observações | Ref |
| -------------- | ----------------- | ---------------------- | ---------------------------------- | ----------- | --- |
| 21 de maio     | Carlos Lacerda    | jornalista e político  | Brasil                             | n. 1914     |     |
| 9 de dezembro  | Clarice Lispector | escritora e jornalista | União Soviética (Ucrânia) / Brasil | n. 1920     |     |
| 18 de dezembro | Artur Maciel      | jornalista e escritor  | Portugal                           | n. 1900     |     |